# Бен Кейси
«Бен Кейси» (англ. Ben Casey) — американский сериал в жанре медицинской драмы, который транслировался на канале ABC с 1961 по 1966 год. Шоу было известно своими начальными титрами, в которых рука рисовала на классной доске символы «♂, ♀, ✳, †, ∞», под слова члена съёмочной группы Сэма Джаффе «Мужчина, женщина, рождение, смерть, бесконечность». Нейрохирург Джозеф Рансохофф выступил медицинским консультантом для шоу.

## Сюжет
В сериале Винс Эдвардс играет доктора Бена Кейси, молодого, энергичного и идеалистичного нейрохирурга из городской больницы. Его наставником является заведующий отделением нейрохирургии доктор Дэвид Зорба, которого играет Сэм Джаффе, в пилотном эпизоде он говорит своему коллеге, что Кейси — «лучший старший ординатор здесь за 20 лет». Первый сезон «Бена Кейси» и Винс Эдвардс были номинированы на премию «Эмми». Дополнительные номинации на 14-й церемонии вручения премии «Эмми» 22 мая 1962 года получили Сэм Джаффе, Джинн Купер (за эпизод «Но Линда только улыбнулась») и Джоан Хакетт (за эпизод «Конкретное время, конкретная тьма»). Сериал начал раскрывать истории из нескольких эпизодов, начиная с первых пяти серий четвёртого сезона; Кейси завязал романтические отношения с Джейн Хэнкок (Стелла Стивенс), которая только что вышла из комы спустя 15 лет. В начале пятого сезона (последнего) Джефф покинул шоу, и Франшо Тоун заменил Зорбу на посту нового заведующего нейрохирургии, доктор Дэниел Найлс Фриланд.

## В ролях
| Актёр         | Роль                                    |
| ------------- | --------------------------------------- |
| Винс Эдвардс  | доктор Бен Кейси                        |
| Сэм Джаффе    | доктор Дэвид Зорба (1961–1965)          |
| Гарри Ландерс | доктор Тед Хоффман                      |
| Бетти Экерман | доктор Мэгги Грэм                       |
| Ник Деннис    | санитар Ник Канаварас                   |
| Джинн Бейтс   | медсестра Уиллс                         |
| Франшо Тоун   | доктор Дэниел Найлз Фриланд (1965–1966) |

## История создания
Создатель сеариала Джеймс Мозер придумал персонажа Бена Кейси, взяв за основу историю доктора Аллана Макса Уорнера, нейрохирурга, с которым Мозер познакомился во время развития «Бена Кейси». В 1961 году Уорнер был техническим консультантом программы. Он тесно сотрудничал с актёрами, обучая их обращению с медицинскими инструментами, согласно статье в TV Guide (30 сентября - 6 октября 1961 года).
У «Бена Кейси» было несколько режиссёров, в том числе Ирвин Кершнер и Сидни Поллак. Музыкальная тема к нему была написана Дэвидом Рэксином. Версия в исполнении пианиста Вальжана вошла в топ-40 хитов США.
Снятый в студии Desilu Studios, сериал был спродюсирован компанией Bing Crosby Productions.

### Спин-офф
Винс Эдвардс появился в телесериале «Breaking Point» в роли Бена Кейси. Этот эпизод назывался «Соло для кларнета си-бемоль» и дебютировал 16 сентября 1963 года. Продюсерами «Бена Кейси» и «Breaking Point» выступила Bing Crosby Productions. Актёры «Breaking Point» также играли небольшие эпизодические роли в «Бене Кейси».